# خاندا (نماد سیک)

نماد خاندا

خاندا (به پنجابی: ☬, ਖੰਡਾ, khaṇḍā) بیانگر اصل دیگ و تیغ و فتح در دین سیک است که به شکل یک نشان‌واره نمایش داده شده‌است. این نماد در نشان صاحب که از پرچم‌های مقدس دین سیک‌هاست نیز آمده‌است. این نشان‌واره مجموعه‌ای از نماد سه چیز مختلف است:
- یک شمشیر خاندای دو تیغه در مرکز.
- یک چاکرام (جنگ‌افزار دایره‌ای شکل که در جنگ تن‌به‌تن و برای پرتاب بکار می‌رود)
- دو شمشیر یک‌تیغه (کیرپان) که در دو طرف چاکرام و خاندا قرار گرفته‌اند و بیان‌کننده ویژگی‌های دوگانهٔ میری-پیری (Miri-Piri) یعنی سلطه روحی و موقتی است که آنها را دو موجودیت مجزا نمی‌داند.

گفته می‌شود که این نشان‌واره بدست گورو نانک (۱۵ آوریل ۱۴۶۹–۲۲ سپتامبر ۱۵۳۹) ساخته شده‌است.
صحبت‌هایی مبنی بر شباهت این آرم با نشان رسمی جمهوری اسلامی ایران در پرچم جمهوری اسلامی ایران مطرح است.
این نشان‌واره در یونیکد در گسترهٔ سمبل‌های متفرقه با کدپوینت U+262C (☬) قرار گرفته‌است.